# Gare centrale de Halmstad
La  gare centrale de Halmstad (suédois : Halmstads Centralstation) est une gare ferroviaire suédoise de la Västkustbanan, située à proximité du centre de la ville d'Halmstad sur le territoire de la commune du même nom, dans le comté de Halland

## Situation ferroviaire
Établie à environ six mètres d'altitude, la gare de Halmstad central est située au point kilométrique (PK) 141 de la Västkustbanan, entre les gares de Falkenberg et de 	Laholm (sv).

## Histoire
Le bâtiment de la gare a été érigé 1896, sont architecte est inconnu, mais probablement Adrian C. Peterson.
En 2015, la gare sert principalement de bureaux, avec environ 1 534 m2 à louer.

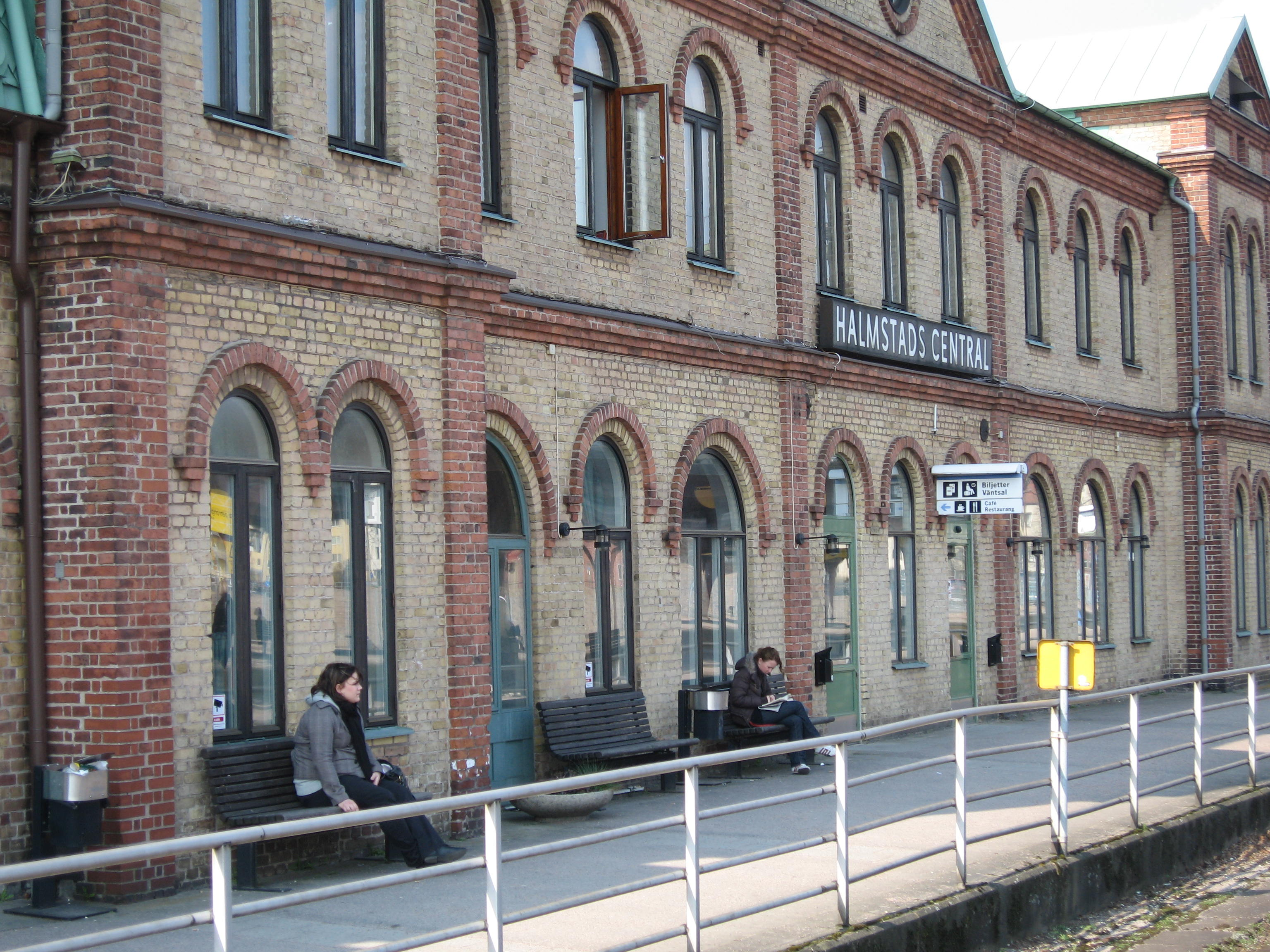
Le bâtiment vu d'un quai.

## Service des voyageurs

### Intermodalité
La gare est à quelques minutes à pied du centre-ville.
En 2011, une nouvelle station de bus régional a été construite et déménagée à côté de la gare, reliée par un pont pour piétons.